# Les Houches
Les Houches – miejscowość i gmina we Francji, w regionie Owernia-Rodan-Alpy, w departamencie Górna Sabaudia. Leży w dolinie Vallée de Chamonix.
Według danych na rok 1999 gminę zamieszkiwało 2706 osób, a gęstość zaludnienia wynosiła 62 osoby/km². Wśród 2880 gmin regionu Rodan-Alpy Les Houches plasuje się na 448. miejscu pod względem liczby ludności, natomiast pod względem powierzchni na miejscu 93. (dane z 1990 r.)

## Galeria

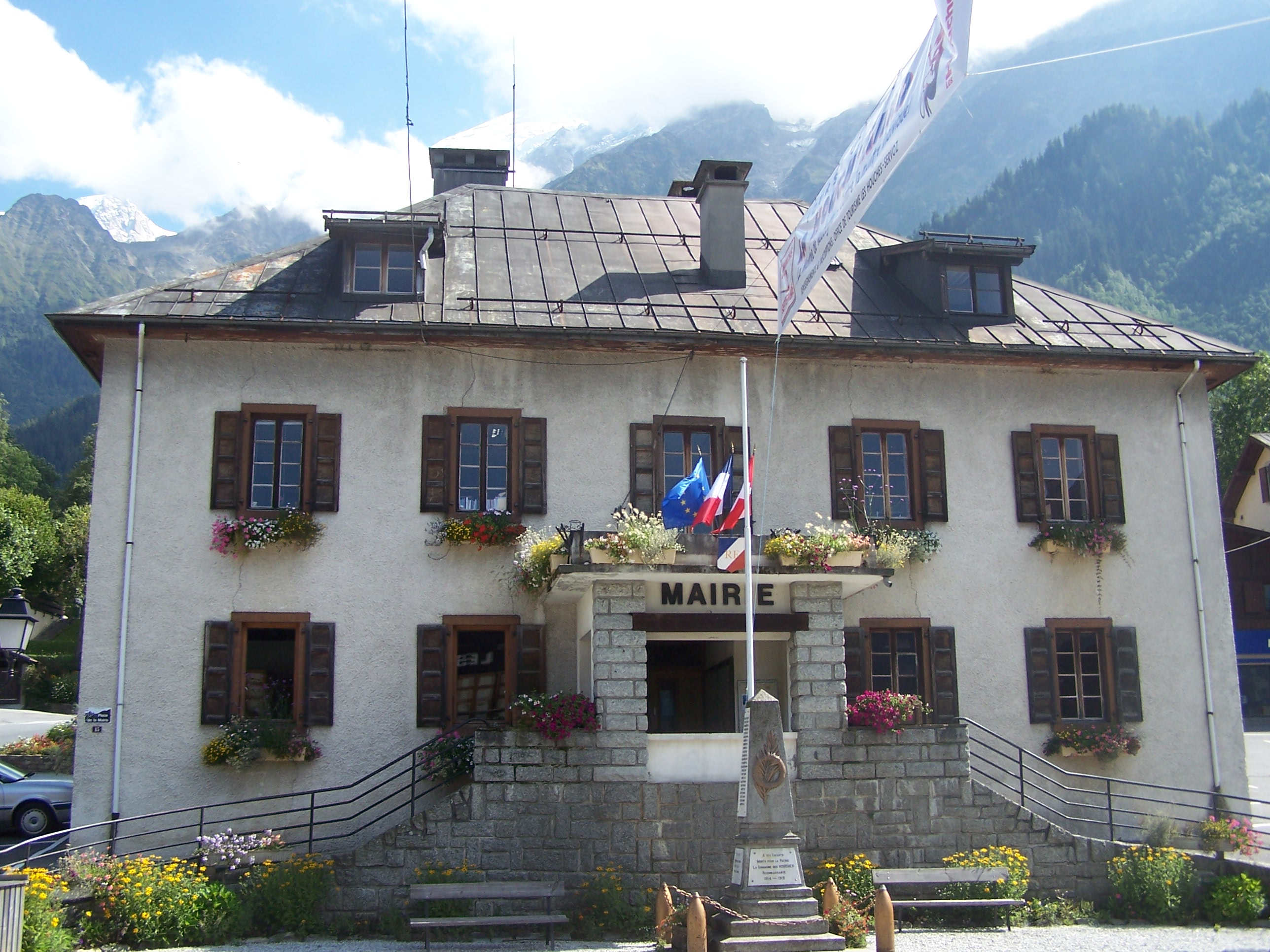
Ratusz (2007)
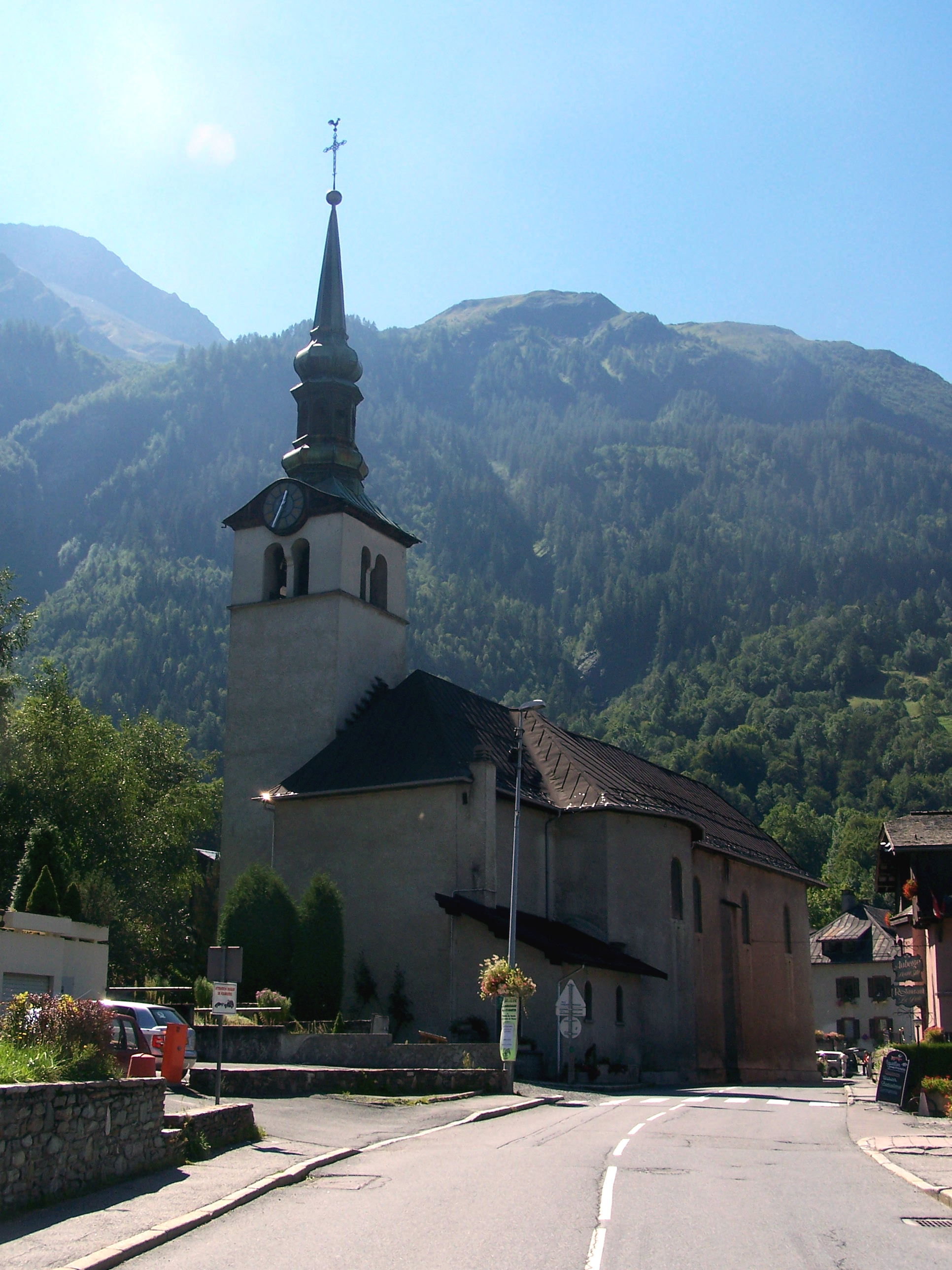
Kościół św. Jana Chrzciciela (2007)